# Stavsudda-Tjägö naturreservat
Stavsudda-Tjägö naturreservat är ett naturreservat i Värmdö kommun i Stockholms län.
Området är naturskyddat sedan 1974 och är 12 hektar stort. Reservatet omfattar strandpartier på sydöstra delen av Södra Stavsudda. Reservatet består av tallskog och barrskog med inslag av lövträd och ädellöträd.